# Moukthara
Moukthara (Arabisch: مختارة) is een plaats in het Libanese district Chouf in het gouvernement Libanongebergte.
Moukthara is de thuisbasis van de familie Jumblatt, waarvan de politici Kamal Jumblatt en Walid Jumblatt de bekendste leden zijn.